# Roßbruch
Roßbruch ist ein Ortsteil der Gemeinde Much im Rhein-Sieg-Kreis. Es wurde erstmals 1400 als Lehensgut erwähnt.

## Lage
Roßbruch liegt südlich von Much auf den Hängen des Bergischen Landes im Wahnbachtal. Nachbarorte sind Amtsknechtswahn im Westen und Loßkittel im Norden. Mit beiden wird zusammen das Erntedankfest gefeiert. Der Ort ist über die Landesstraße 224 erreichbar.

## Einwohner
1901 hatte der Weiler 20 Einwohner. Hier lebten die Haushalte Ackerer Peter Dick, Ackerer Joh. Gerhard Frings und Zimmerer Gerhard Kreuzer.